# Leichtathletik-Weltmeisterschaften 2019/Speerwurf der Frauen

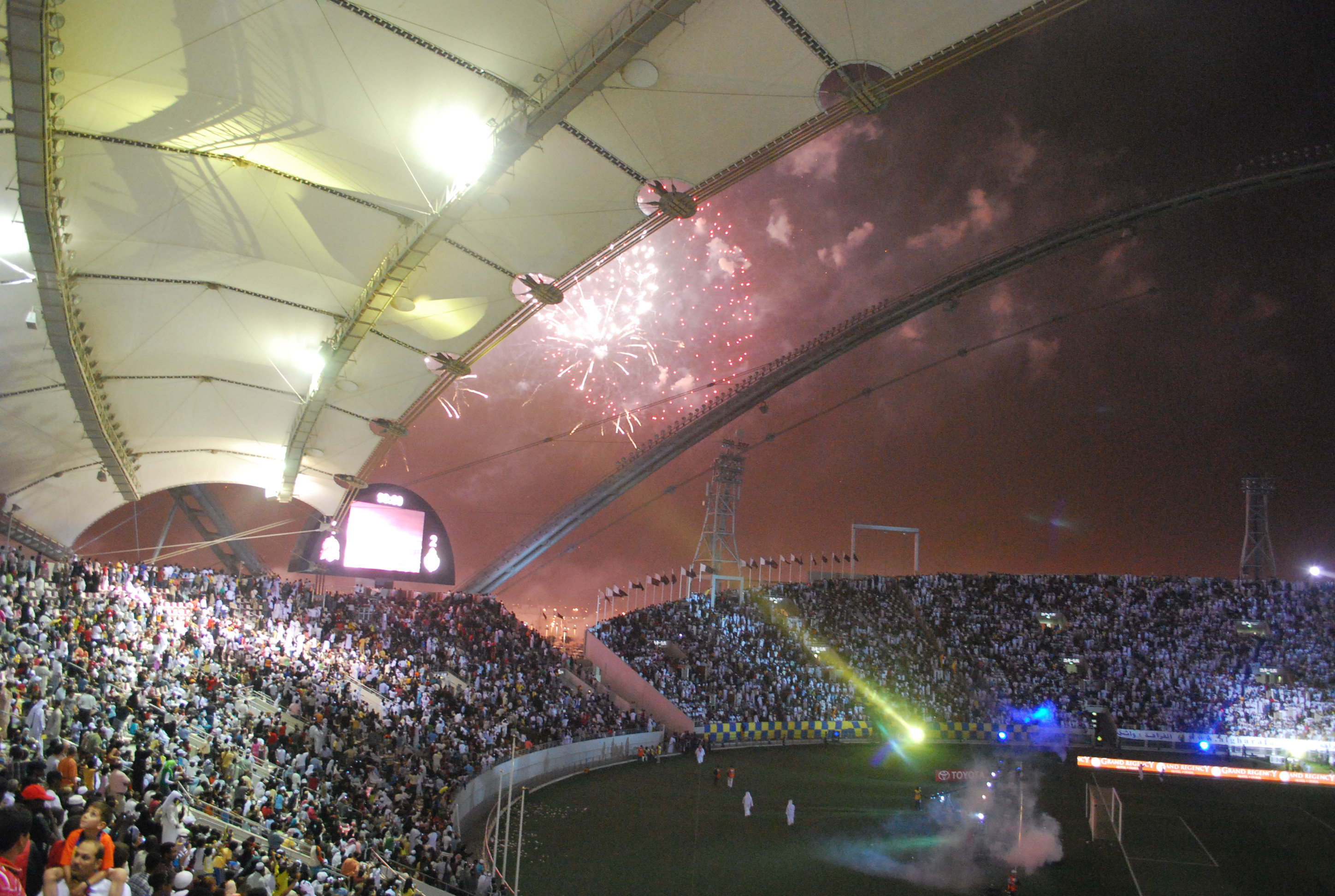
Das Khalifa International Stadium während des Emir Cups im Jahr 2009

Der Speerwurf der Frauen bei den Leichtathletik-Weltmeisterschaften 2019 fand am 30. September und 1. Oktober 2019 im Khalifa International Stadium der katarischen Hauptstadt Doha statt.
31 Athletinnen aus 21 Ländern nahmen an dem Wettbewerb teil.
Die chinesischen Speerwerferinnen errangen mit Silber und Bronze zwei Medaillen. Weltmeisterin wurde die amtierende Ozeanienmeisterin Kelsey-Lee Barber aus Australien mit 66,56 m. Silber ging mit 65,88 m an die Asienmeisterin von 2015 Liu Shiying. Bronze sicherte sich wie bei den Weltmeisterschaften 2017 die Vizeweltmeisterin von 2015 Lü Huihui mit 65,49 m.

## Rekorde
Vor dem Wettbewerb galten folgende Rekorde:
| Weltrekord               | 72,28 m | Barbora Špotáková | Stuttgart, Deutschland | 13. September 2008 |
| Weltmeisterschaftsrekord | 71,70 m | Osleidys Menéndez | WM Helsinki, Finnland  | 2. September 2011  |

Der bestehende WM-Rekord wurde bei diesen Weltmeisterschaften nicht eingestellt und nicht verbessert.
Es gab einen Landesrekord:

62,43 m – Annu Rani (Indien), Qualifikation, Gruppe A, 30. September

## Legende
Kurze Übersicht zur Bedeutung der Symbolik – so üblicherweise auch in sonstigen Veröffentlichungen verwendet:
| – | verzichtet |
| x | ungültig   |

## Qualifikation
31 Teilnehmerinnen traten in zwei Gruppen zur Qualifikationsrunde an. Die Qualifikationsweite für den direkten Finaleinzug betrug 63,50 m. Zwei Athletinnen übertrafen diese Marke (hellblau unterlegt). Um auf die vorgesehene Mindestzahl von zwölf Wettbewerberinnen im Finale zu kommen, wurde das Finalfeld mit den zehn nächstplatzierten Sportlerinnen auf zwölf Werferinnen aufgefüllt (hellgrün unterlegt). So reichten für die Finalteilnahme schließlich 60,90 m.

### Gruppe A
30. September 2019, 16:30 Uhr Ortszeit (15:30 Uhr MESZ)
| Platz | Athletin              | Land                | 1. Versuch | 2. Versuch | 3. Versuch | Weite (m) |
| ----- | --------------------- | ------------------- | ---------- | ---------- | ---------- | --------- |
| 1     | Liu Shiying           | Volksrepublik China | 62,35      | 63,48      | 61,56      | 63,48     |
| 2     | Martina Ratej         | Slowenien           | 60,78      | 62,87      | –          | 62,87     |
| 3     | Annu Rani             | Indien              | 57,05      | 62,43      | 60,50      | 62,43 NR  |
| 4     | Nikola Ogrodníková    | Tschechien          | x          | 50,95      | 61,17      | 61,17     |
| 5     | Kelsey-Lee Barber     | Australien          | 61,08      | 58,95      | 58,20      | 61,08     |
| 6     | Sara Kolak            | Kroatien            | 60,03      | x          | 60,99      | 60,99     |
| 7     | Haruka Kitaguchi      | Japan               | 57,34      | 60,84      | 60,54      | 60,84     |
| 8     | Ariana Ince           | USA                 | 60,44      | x          | 58,08      | 60,44     |
| 9     | Elizabeth Gleadle     | Kanada              | 57,35      | 59,22      | 60,17      | 60,17     |
| 10    | Madara Palameika      | Lettland            | 59,95      | x          | x          | 59,95     |
| 11    | Eda Tuğsuz            | Türkei              | 56,98      | x          | 58,28      | 58,28     |
| 12    | Annika Marie Fuchs    | Deutschland         | 57,10      | 58,16      | 56,74      | 58,16     |
| 13    | Anete Kociņa          | Lettland            | x          | x          | 56,70      | 56,70     |
| 14    | Laila Ferrer de Silva | Brasilien           | 55,44      | 52,03      | 55,49      | 55,49     |
| 15    | Yu Yuzhen             | Volksrepublik China | 53,38      | 49,26      | 48,11      | 53,38     |
| 16    | Victoria Hudson       | Österreich          | 52,51      | x          | x          | 52,51     |

In Qualifikationsgruppe A ausgeschiedene Speerwerferinnen:

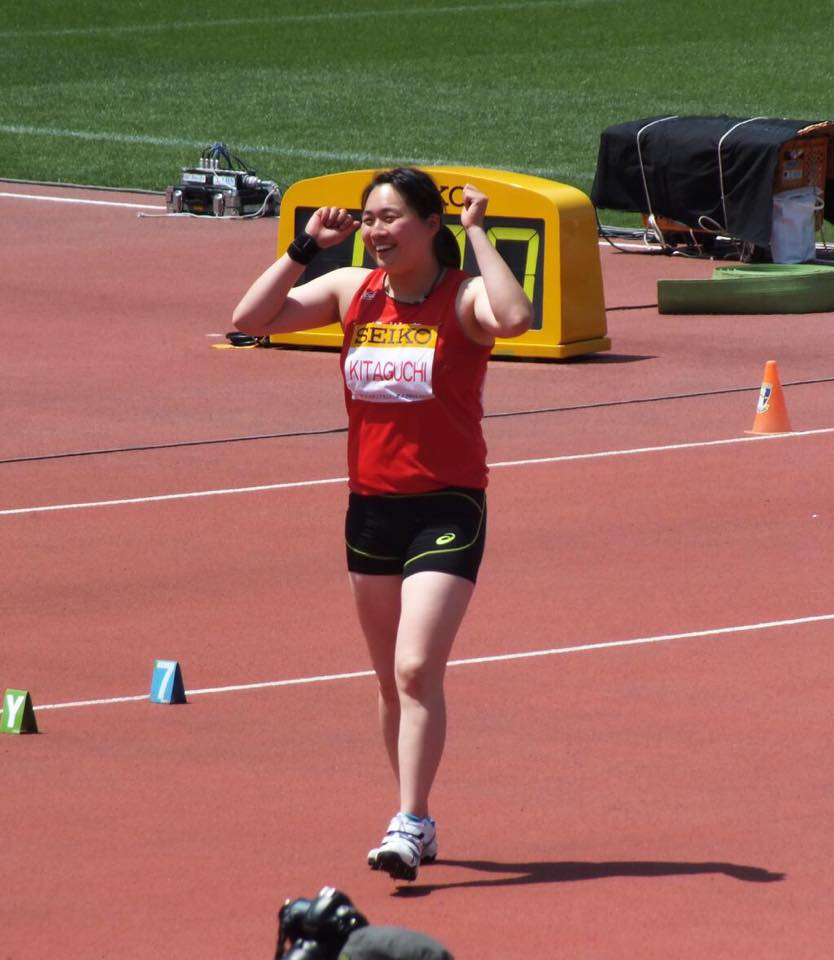
Haruka Kitaguchi Rang sieben mit 60,84 m
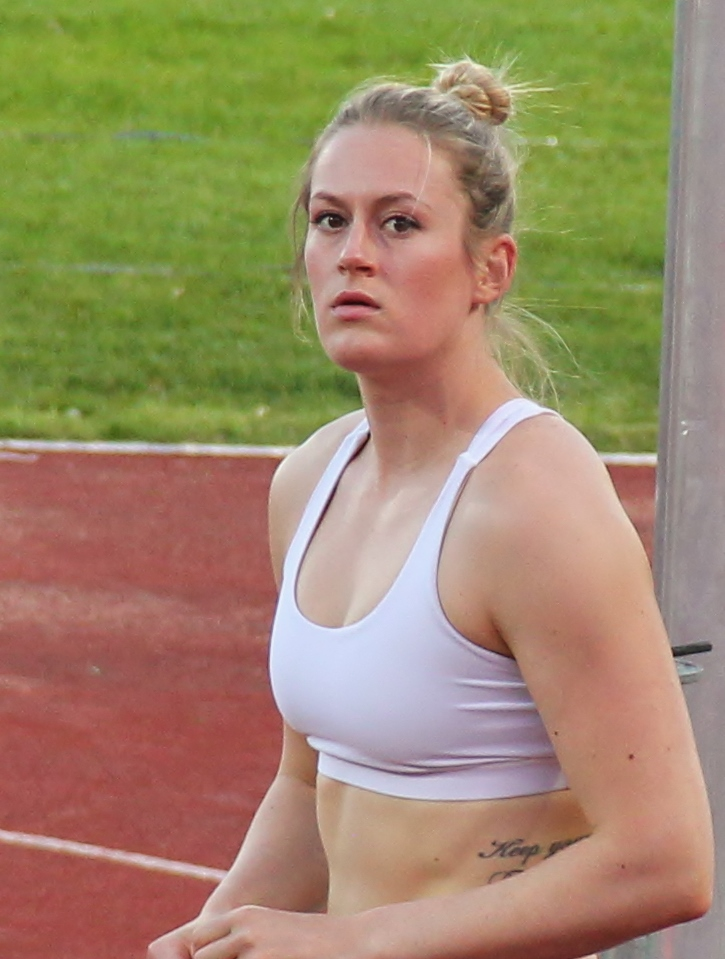
Elizabeth Gleadle Rang neun mit 60,17 m
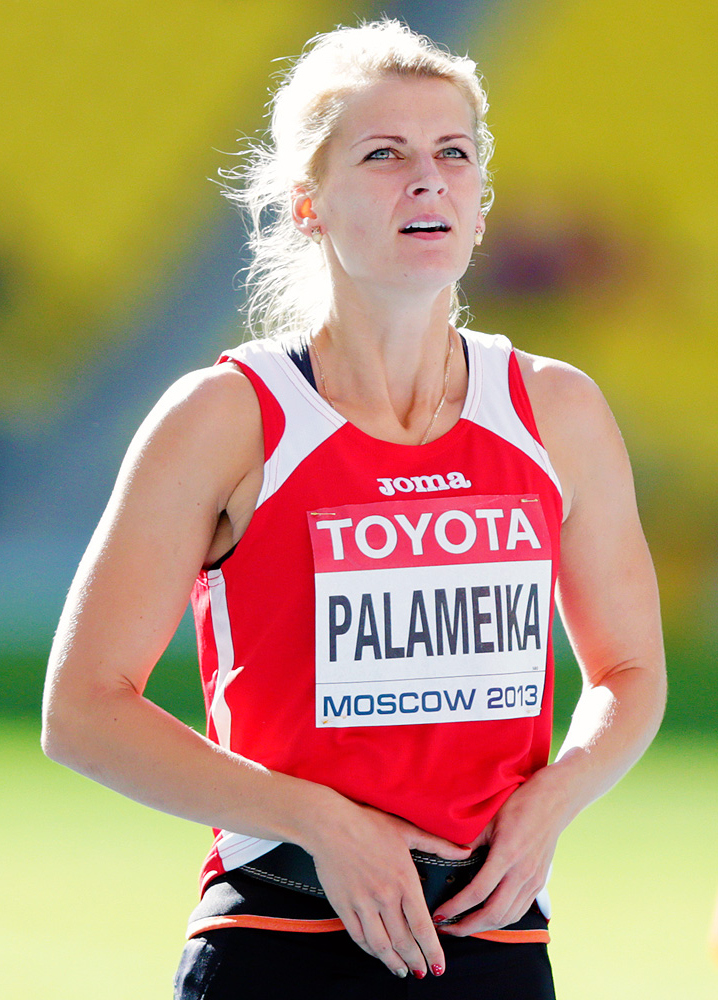
Madara Palameika Rang zehn mit 59,95 m
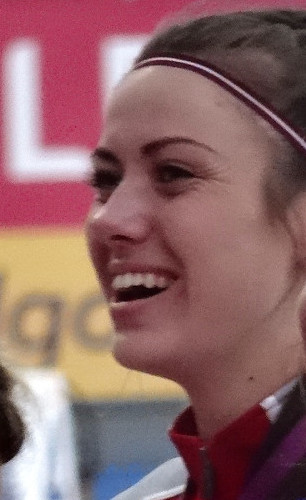
Anete Kociņa Rang dreizehn mit 56,70 m
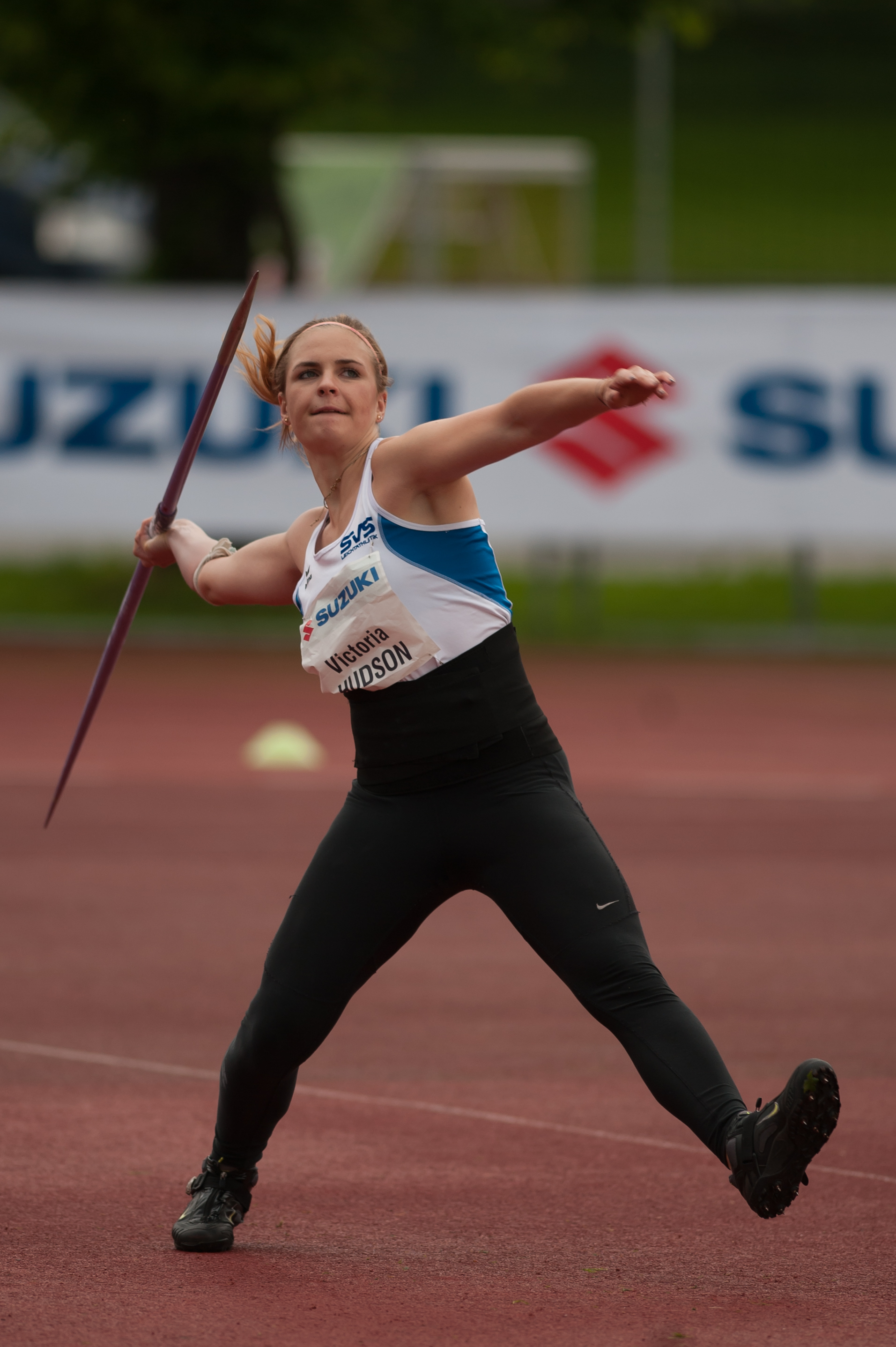
Victoria Hudson Rang sechzehn mit 52,51 m

### Gruppe B
30. September 2019, 18:00 Uhr Ortszeit (17:00 Uhr MESZ)
| Platz | Athletin               | Land                | 1. Versuch | 2. Versuch | 3. Versuch | Weite (m) |
| ----- | ---------------------- | ------------------- | ---------- | ---------- | ---------- | --------- |
| 1     | Lü Huihui              | Volksrepublik China | 62,90      | 67,27      | –          | 67,27     |
| 2     | Christin Hussong       | Deutschland         | 65,29      | –          | –          | 65,29     |
| 3     | Barbora Špotáková      | Tschechien          | x          | 58,27      | 62,15      | 62,15     |
| 4     | Kara Winger            | USA                 | 60,56      | 61,51      | 62,13      | 62,13     |
| 5     | Tazzjana Chaladowitsch | Belarus             | x          | 61,74      | x          | 61,74     |
| 6     | Irena Šedivá           | Tschechien          | 55,51      | 60,90      | x          | 60,90     |
| 7     | Alexie Alaïs           | Frankreich          | 57,37      | 60,46      | 56,83      | 60,46     |
| 8     | Sunette Viljoen        | Südafrika           | 60,10      | 56,56      | 55,57      | 60,10     |
| 9     | Su Lingdan             | Volksrepublik China | 58,56      | 53,73      | x          | 58,56     |
| 10    | Maria Andrejczyk       | Polen               | 57,68      | 55,39      | 56,28      | 57,68     |
| 11    | Liveta Jasiūnaitė      | Litauen             | 56,90      | 55,15      | 55,97      | 56,90     |
| 12    | Réka Szilágyi          | Ungarn              | 54,37      | 53,94      | 56,26      | 56,26     |
| 13    | Hanna Hazko-Fedussowa  | Ukraine             | 54,79      | 55,84      | x          | 55,84     |
| 14    | Līna Mūze              | Lettland            | 55,66      | x          | 55,11      | 55,66     |
| 15    | Yuka Satō              | Japan               | 51,88      | x          | 55,03      | 55,03     |

In Qualifikationsgruppe B ausgeschiedene Speerwerferinnen:

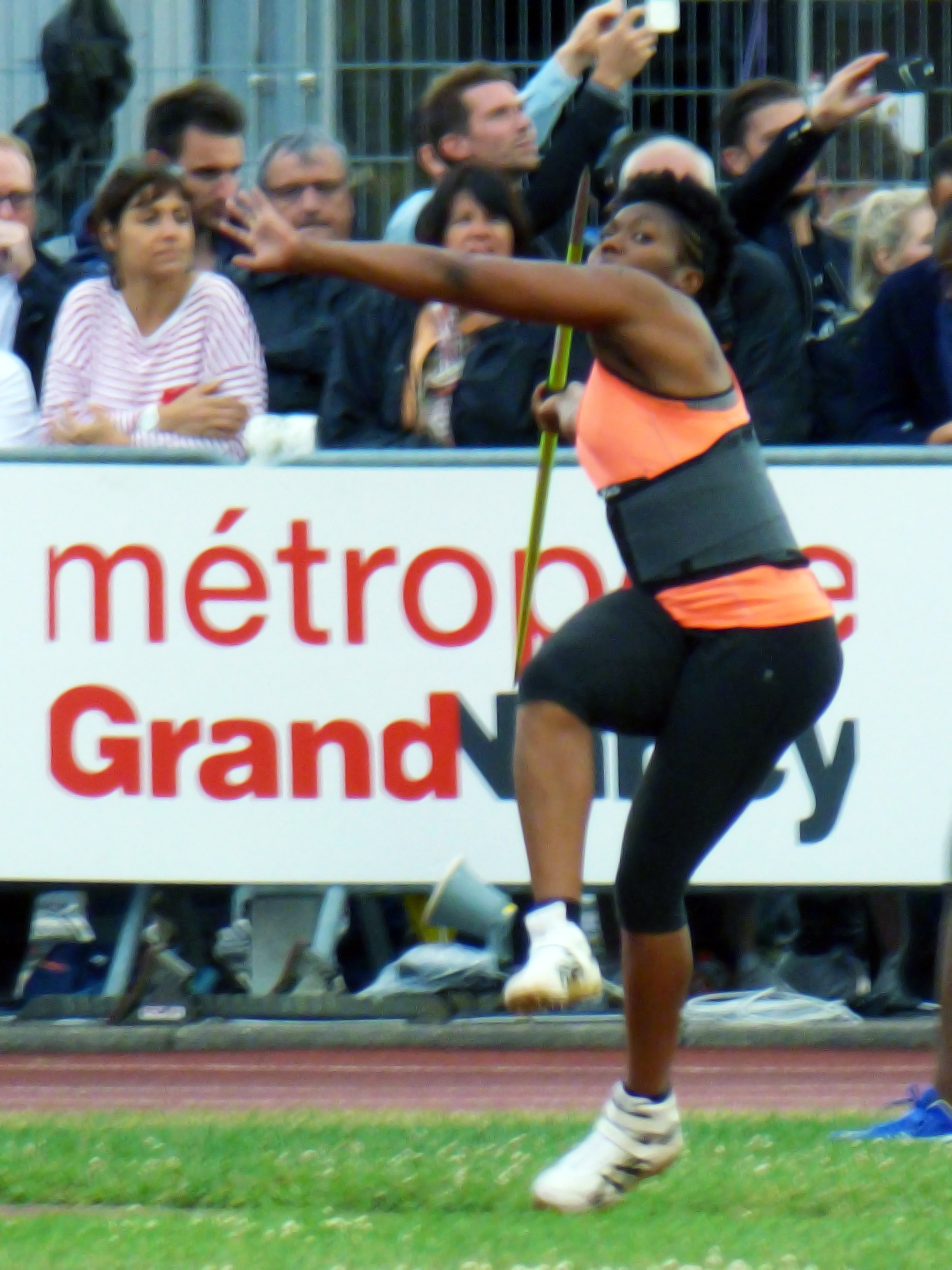
Alexie Alaïs Rang sieben mit 60,46 m
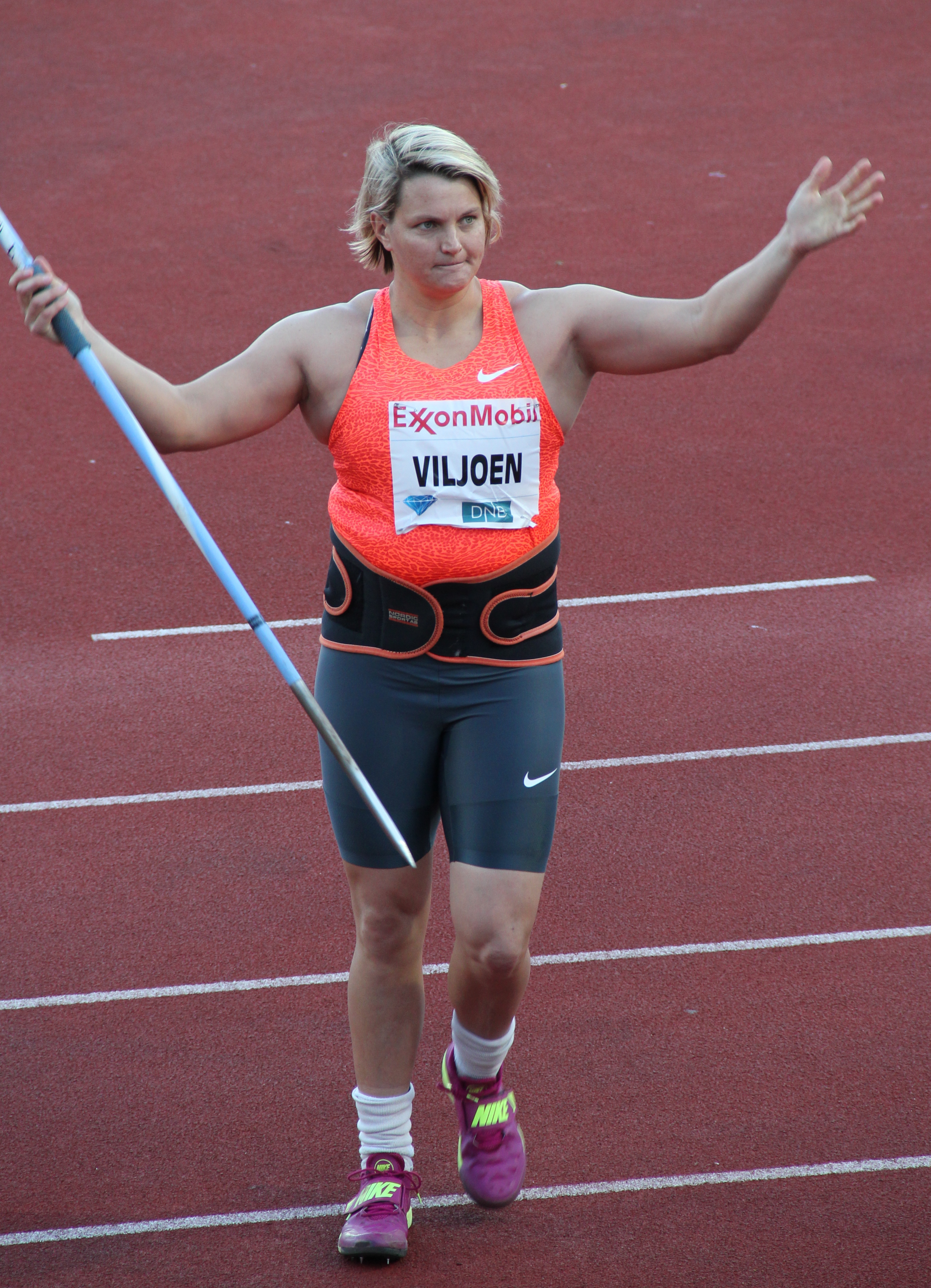
Sunette Viljoen Rang acht mit 60,10 m
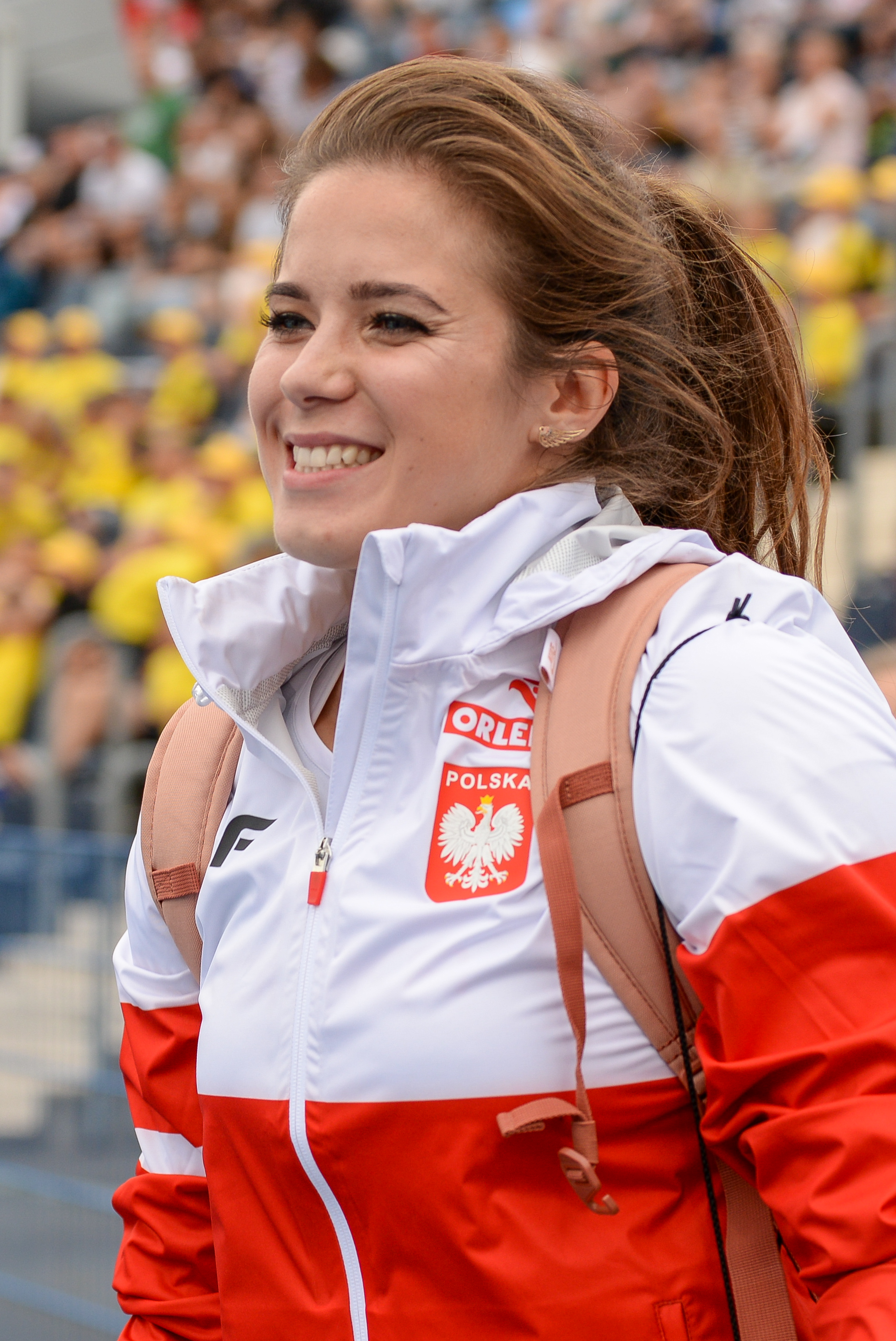
Maria Andrejczyk Rang zehn mit 57,86 m
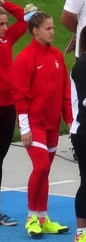
Réka Szilágyi Rang zwölf mit 56,26 m
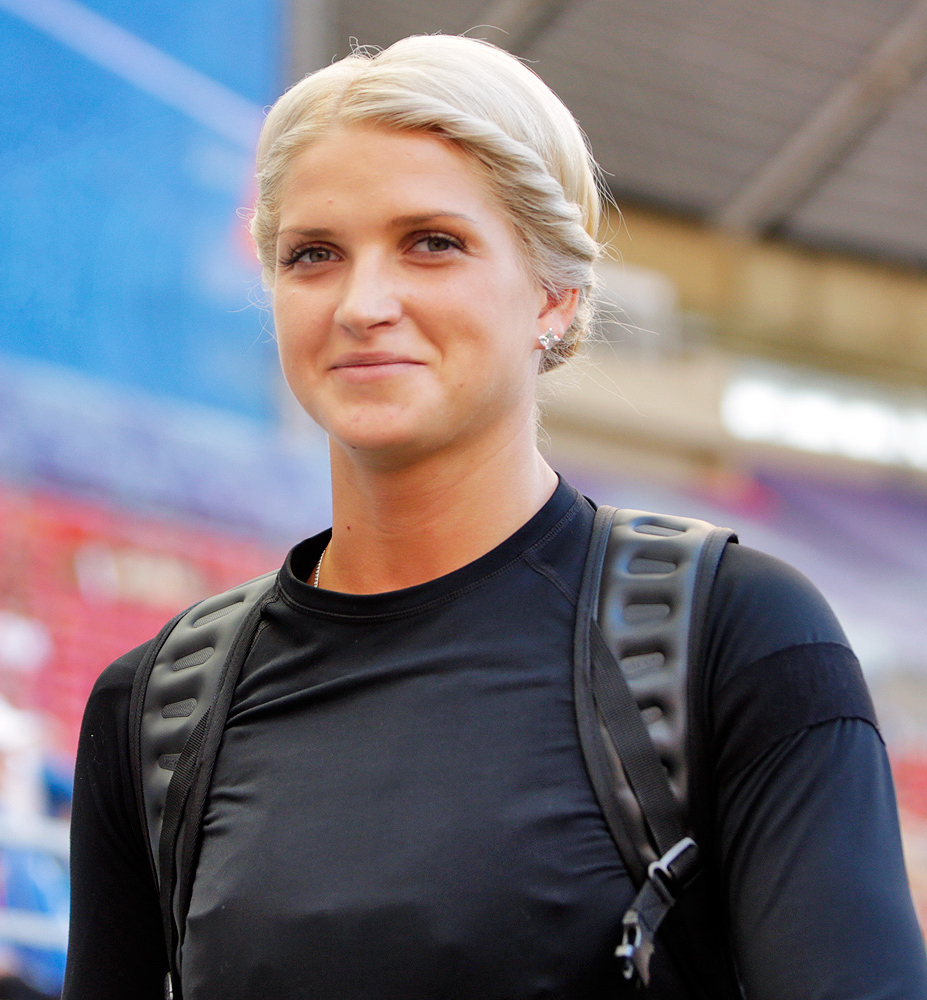
Līna Mūze Rang vierzehn mit 55,66 m

## Finale
1. Oktober 2019, 21:20 Uhr Ortszeit (20:20 Uhr MESZ)
| Platz | Athletin               | Land                | 1. Versuch | 2. Versuch | 3. Versuch | 4. Versuch                                  | 5. Versuch                                  | 6. Versuch                                  | Weite (m) |
| ----- | ---------------------- | ------------------- | ---------- | ---------- | ---------- | ------------------------------------------- | ------------------------------------------- | ------------------------------------------- | --------- |
|       | Kelsey-Lee Barber      | Australien          | 62,95      | 61,40      | 58,34      | 60,90                                       | 63,65                                       | 66,56                                       | 66,56     |
|       | Liu Shiying            | Volksrepublik China | 64,81      | 62,61      | 64,82      | 61,82                                       | 65,88                                       | 65,75                                       | 65,88 SB  |
|       | Lü Huihui              | Volksrepublik China | 64,93      | 65,06      | 65,00      | 62,31                                       | 65,49                                       | 62,61                                       | 65,49     |
| 4     | Christin Hussong       | Deutschland         | 60,58      | 65,05      | 60,26      | 60,84                                       | 62,25                                       | 65,21                                       | 65,21     |
| 5     | Kara Winger            | USA                 | 57,96      | 61,77      | 62,88      | x                                           | 63,23                                       | 62,40                                       | 63,23     |
| 6     | Tazzjana Chaladowitsch | Belarus             | x          | 60,84      | 62,54      | 62,23                                       | 60,51                                       | 61,98                                       | 62,54     |
| 7     | Sara Kolak             | Kroatien            | 58,22      | 62,22      | 60,93      | 57,09                                       | 62,28                                       | 56,21                                       | 62,28     |
| 8     | Annu Rani              | Indien              | 59,25      | 61,12      | 60,20      | 60,40                                       | 58,49                                       | 57,93                                       | 61,12     |
| 9     | Barbora Špotáková      | Tschechien          | x          | 59,52      | 59,87      | nicht im Finale der besten acht Werferinnen | nicht im Finale der besten acht Werferinnen | nicht im Finale der besten acht Werferinnen | 59,87     |
| 10    | Martina Ratej          | Slowenien           | 58,98      | 57,22      | 57,32      | nicht im Finale der besten acht Werferinnen | nicht im Finale der besten acht Werferinnen | nicht im Finale der besten acht Werferinnen | 58,98     |
| 11    | Nikola Ogrodníková     | Tschechien          | x          | 56,01      | 57,24      | nicht im Finale der besten acht Werferinnen | nicht im Finale der besten acht Werferinnen | nicht im Finale der besten acht Werferinnen | 57,24     |
| 12    | Irena Šedivá           | Tschechien          | 55,73      | x          | 55,86      | nicht im Finale der besten acht Werferinnen | nicht im Finale der besten acht Werferinnen | nicht im Finale der besten acht Werferinnen | 55,86     |

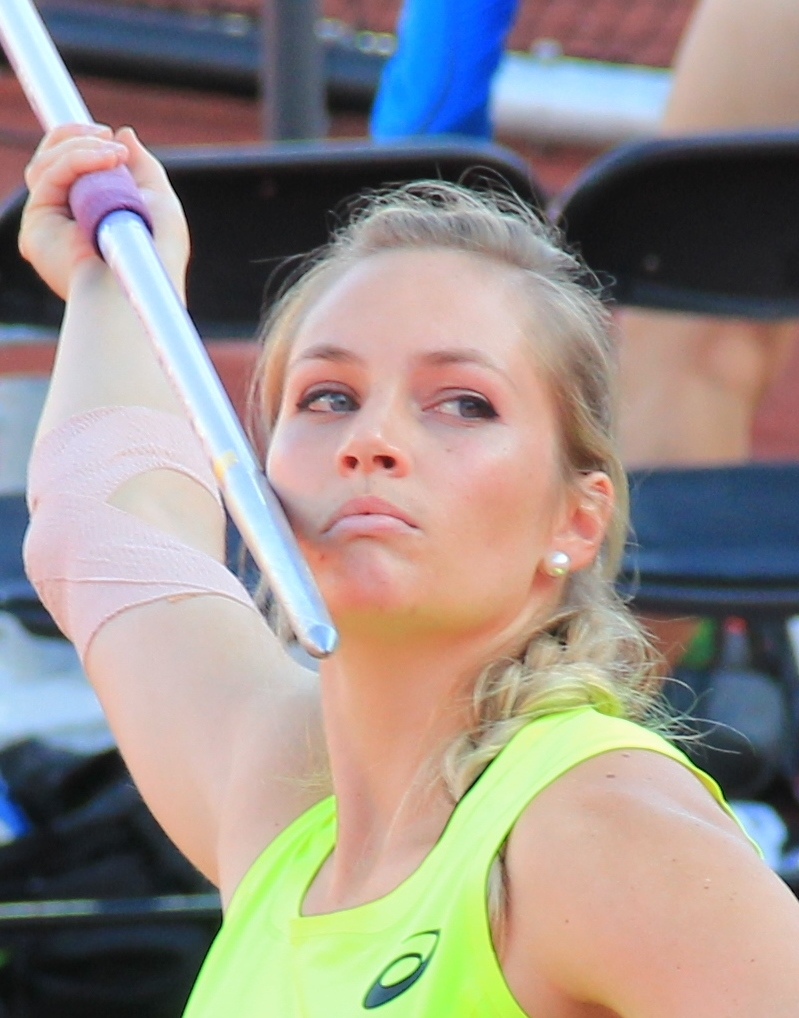
Weltmeisterin Kelsey-Lee Barber
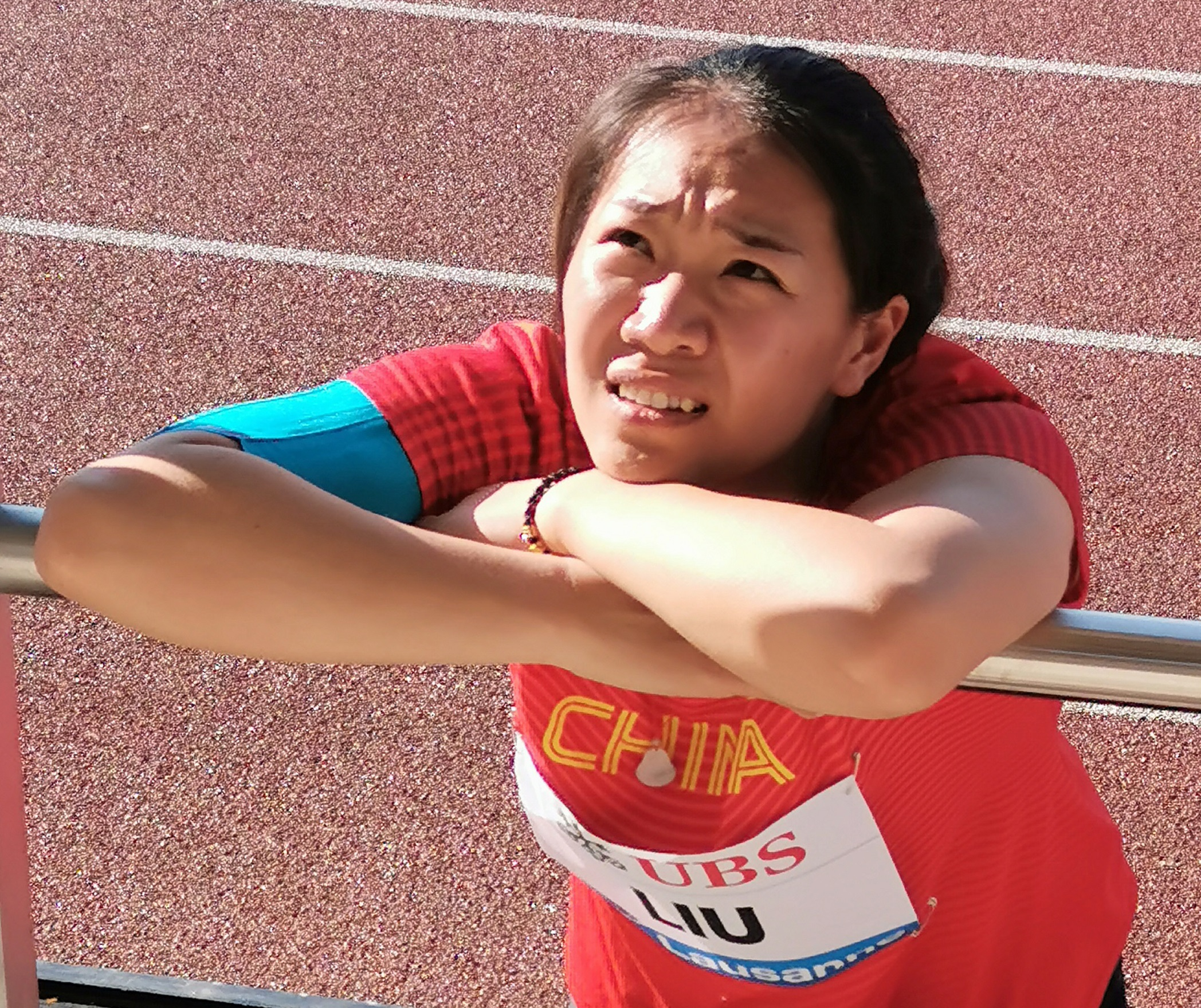
Vizeweltmeisterin Liu Shiying
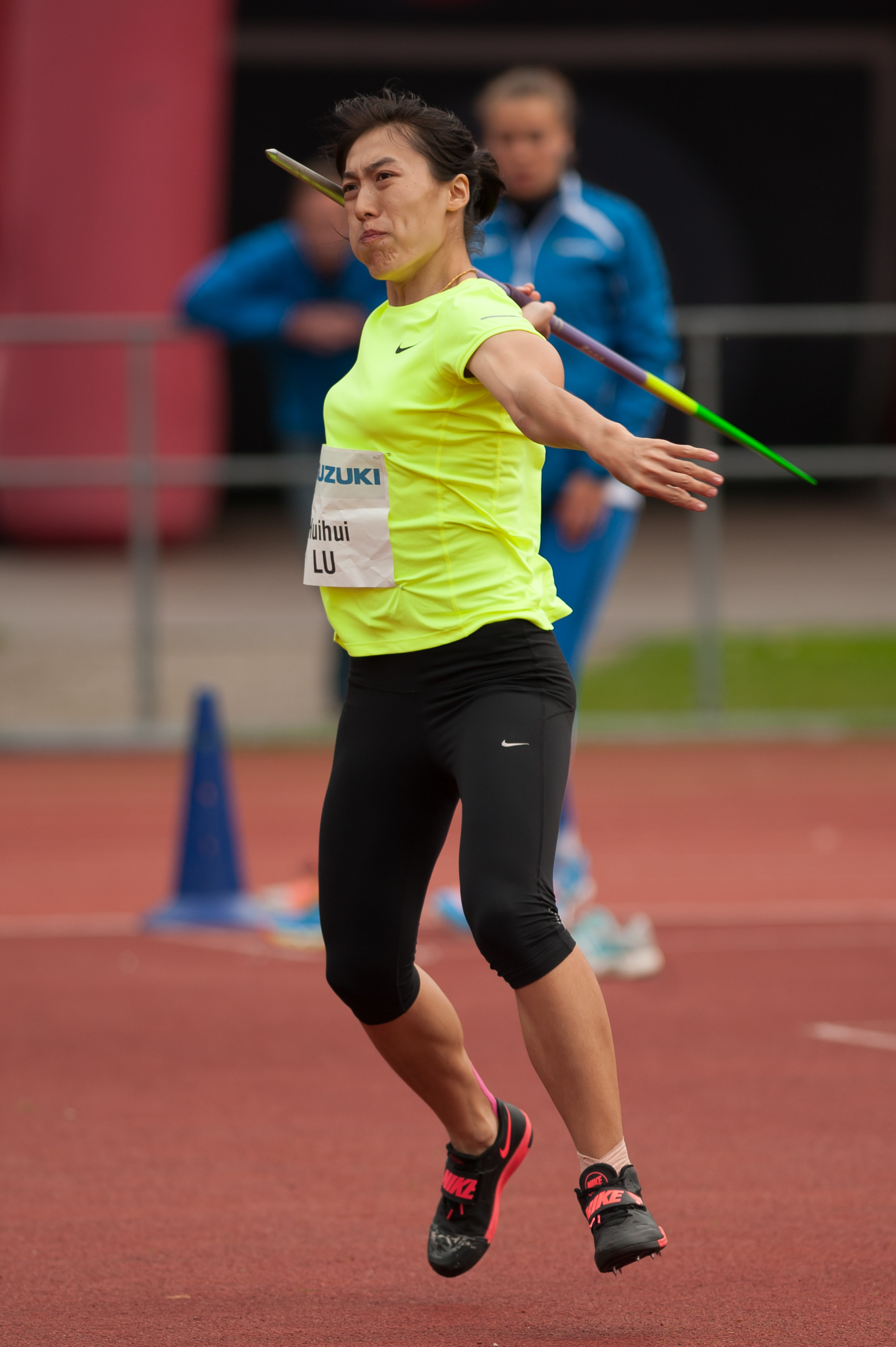
Bronzemedaillengewinnerin Lü Huihui

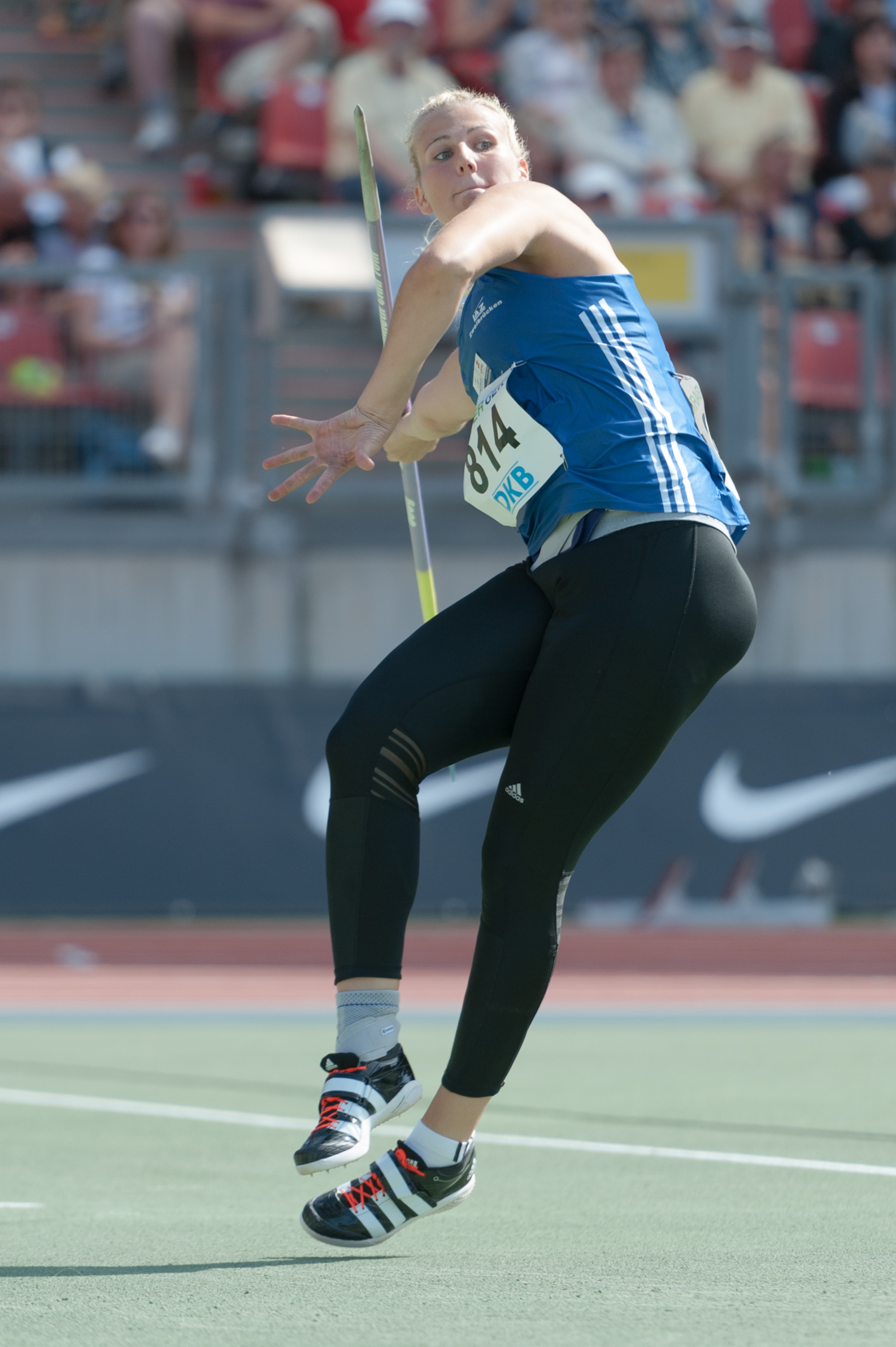
Christin Hussong belegte Rang vier
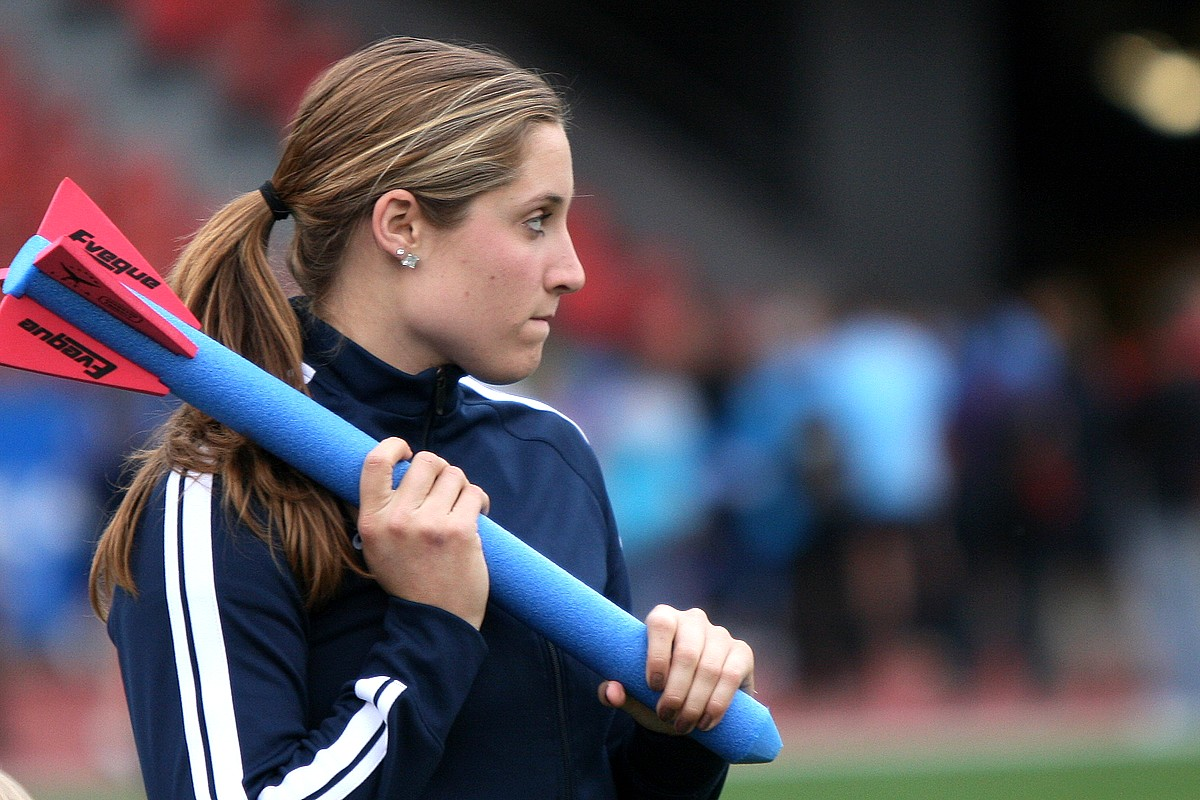
Kara Patterson kam auf den fünften Platz
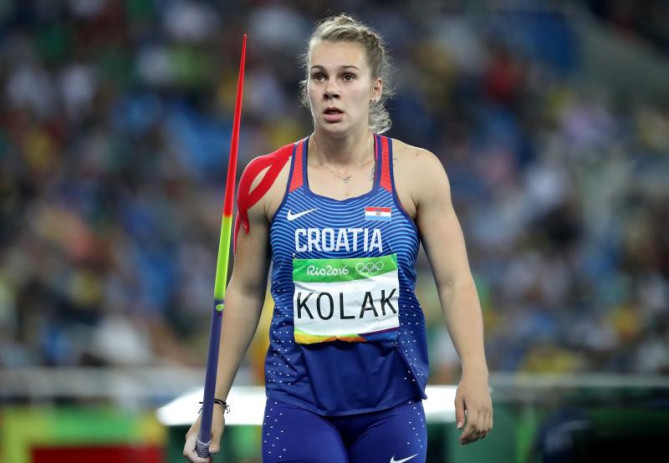
Sara Kolak – Rang sieben
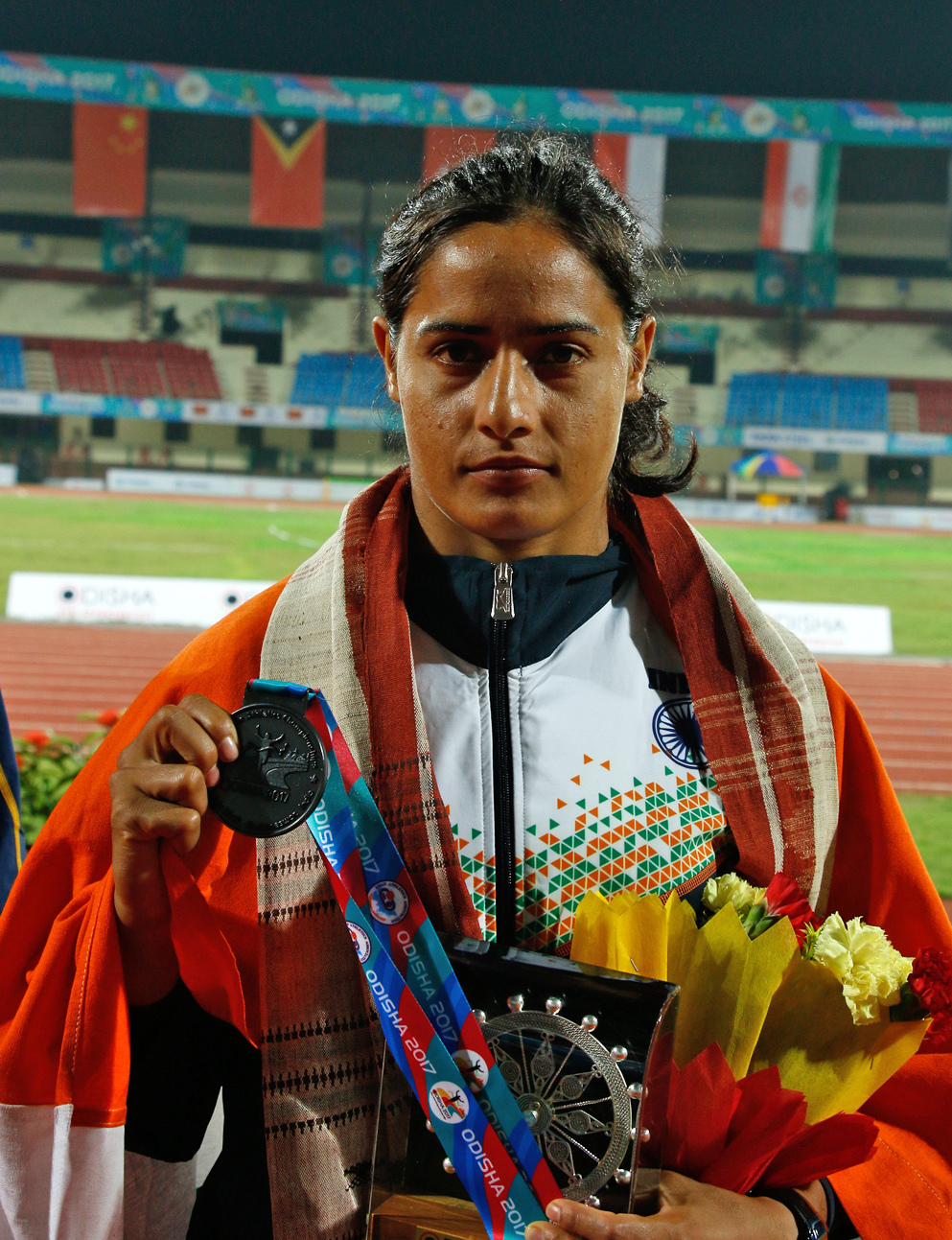
Annu Rani erreichte Platz acht
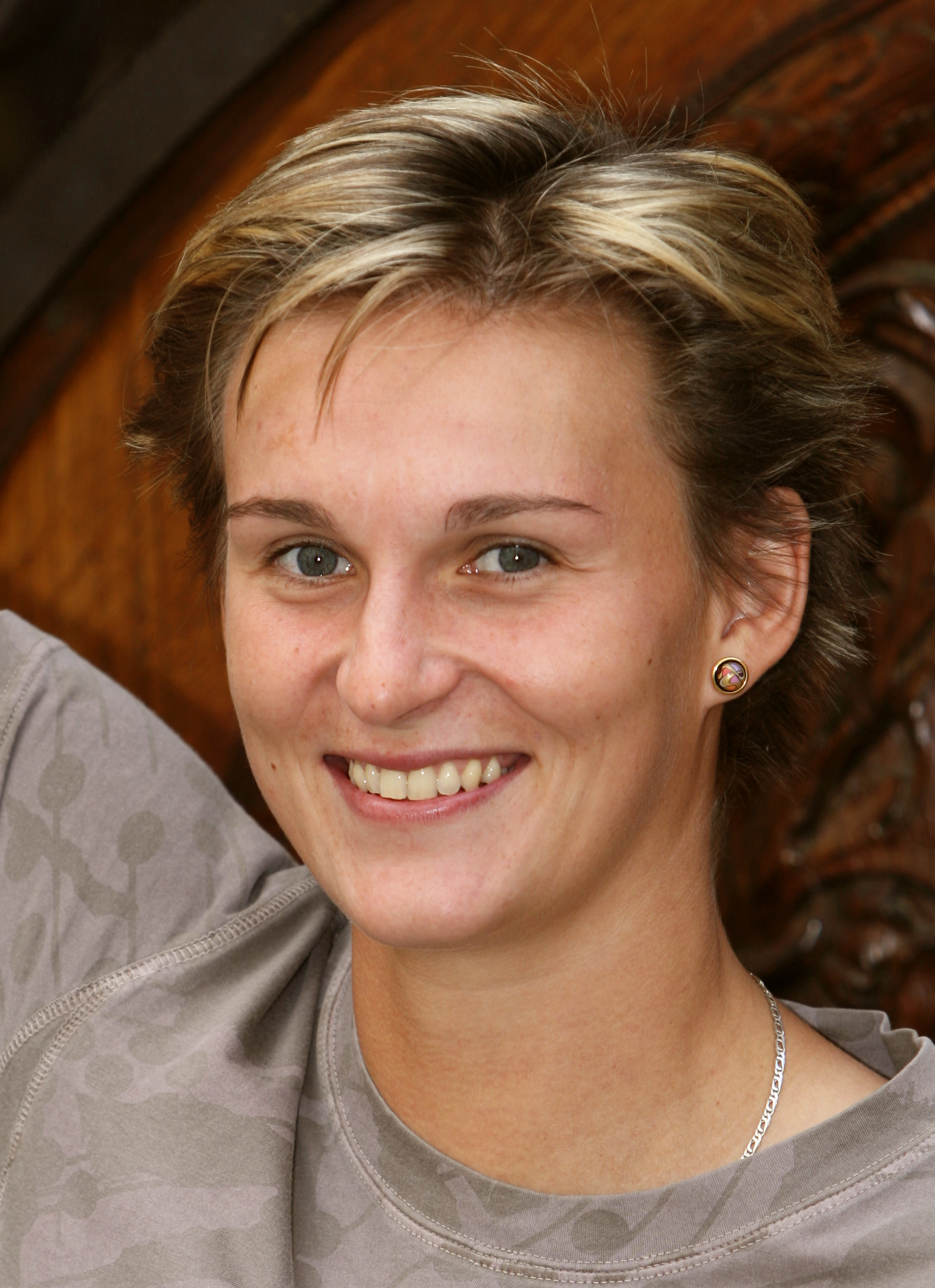
Die dreifache Weltmeisterin (2007/2011/2017) Barbora Špotáková wurde diesmal Neunte
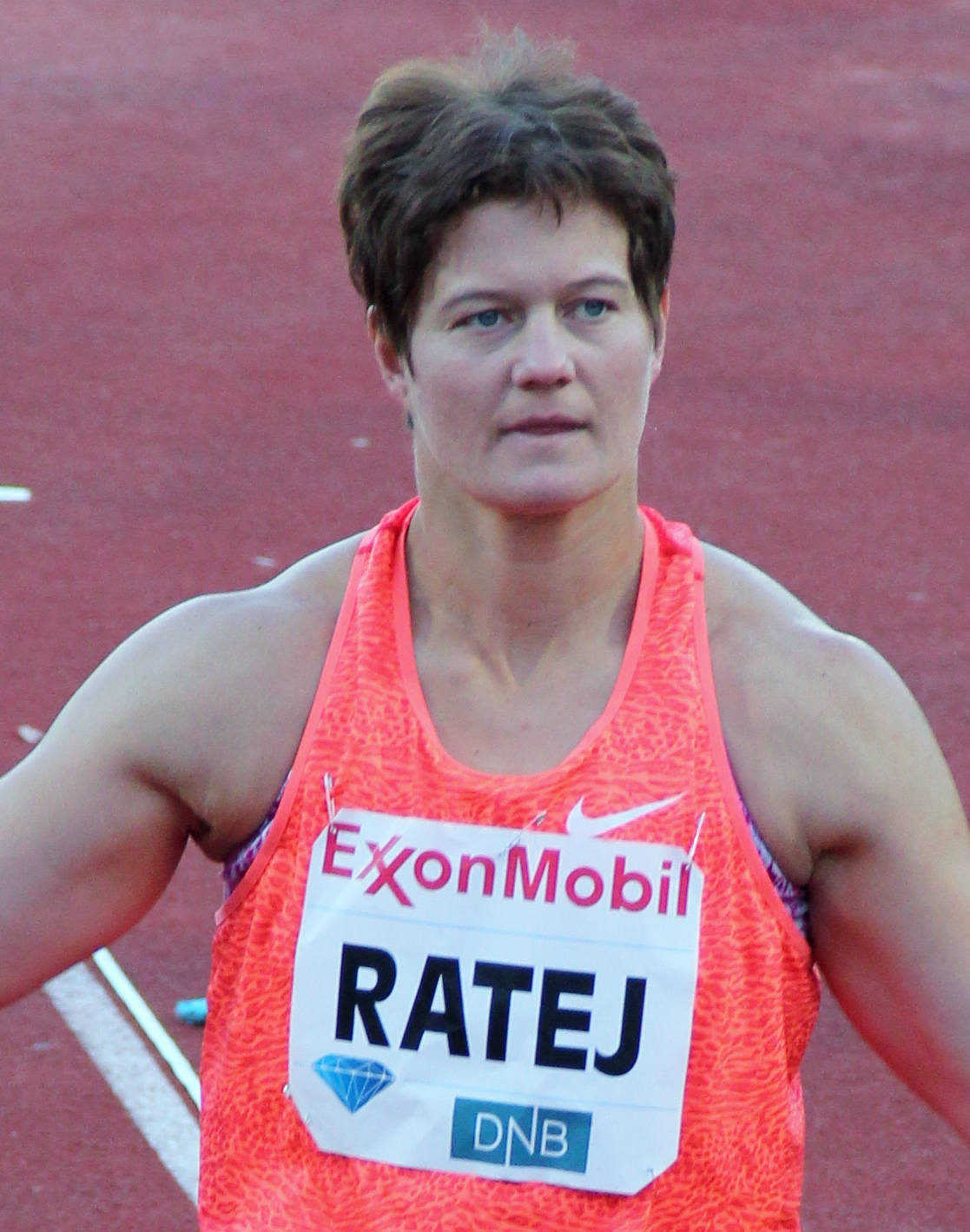
Die zehntplatzierte Martina Ratej
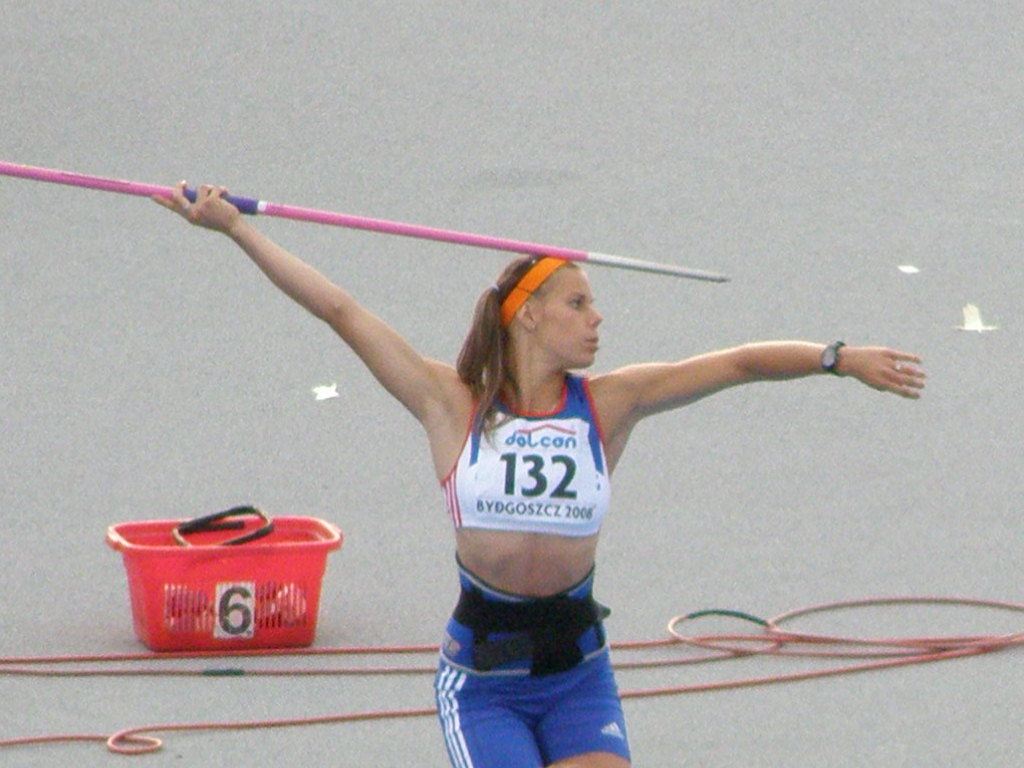
Rang elf für Nikola Ogrodníková

## Video
- Women's Javelin Final | World Athletics Championships Doha 2019, youtube.com, abgerufen am 26. März 2021